# 今田左衛内
今田 左衛内は、戦国時代の武将。
1551年に大内義隆に対して謀反を起こした陶隆房(晴賢)によって、左衛内は銀山城の城主となる。しかし、晴賢が三本松城を攻めると、それによって手薄になった陶の城を毛利元就が次々と攻め、銀山城も攻められた。すると左衛内はすぐに降伏し、元就に従った。